# Acteocina atrata
Acteocina atrata är en snäckart som beskrevs av P. S. Mikkelsen och P. M. Mikkelsen 1984. Acteocina atrata ingår i släktet Acteocina och familjen Cylichnidae. Inga underarter finns listade i Catalogue of Life.